# Muzeum Regionalne w Lipsku
Muzeum Regionalne w Lipsku – muzeum z siedzibą w Lipsku. Placówka jest miejską jednostką organizacyjną, działającą w ramach Miejsko-Gminnego Ośrodka Kultury.
Muzeum powstało w 1973 roku, a jego siedzibą jest budynek dawnego ratusza. Od 2005 roku opiekę nad placówką objęło stowarzyszenie Pracownia Architektury Żywej z Dąbrowy Białostockiej. Dzięki jego staraniom, we współpracy z lokalnym Kołem Stowarzyszenia Twórców Ludowych oraz Muzeum Podlaskim w Białymstoku, w 2007 roku rozpoczęto realizację projektu Muzeum Lipskiej Pisanki i Tradycji, mającego na celu zachowanie tradycji pisankarskiej, opartej na technice batiku szpilkowego. W ramach muzeum, oprócz wystawy pisanek, odbywają się również warsztaty rękodzieła ludowego.
Ponadto w skład muzealnej ekspozycji wchodzą zbiory historyczne, obrazujące siedem wieków historii miasta i okolicy, począwszy od osadnictwa jaćwińskiego po czasy współczesne. Wystawa etnograficzna ukazuje wygląd dawnej izby wiejskiej oraz narzędzia rolnicze i sprzęty domowego użytku.
Zwiedzanie muzeum odbywa się po uprzednim uzgodnieniu.